# Аманда (фільм, 2018)
«Аманда» (фр. Amanda) — французький драматичний фільм 2018 року, поставлений режисером Мікаелем Ерсом. Світова прем'єра стрічки відбулася 31 серпня 2018 на 75-му Венеційському міжнародному кінофестивалі, де вона була представлена у програмі секції «Горизонти» та була відзначена премією «Чарівний ліхтар» (Laterna Magica). Прем'єра фільму в Україні відбулася 31 січня 2019 року в рамках програми показів 14-го фестивалю «Вечори французького кіно — 2019», організованого компанією «Артхаус Трафік».

## Сюжет
Давид Сорель (Венсан Лакост) живе випадковими заробітками і одного дня закохується в дівчину, яка щойно переїхала до Парижа. Але незабаром його життя різко змінюється після раптової смерті сестри. Окрім шоку і болю, Давид тепер опиняється сам на сам зі своєю молодшою племінницею Амандою, якій потрібна опіка.

## У ролях
| • Венсан Лакост   | … | Давид Сорель              |
| • Ізаура Мюльтріє | … | Аманда Сорель             |
| • Стейсі Мартін   | … | Лена                      |
| • Офелія Колб     | … | Сандрін Сорель            |
| • Маріанна Басле  | … | Мод Сорель                |
| • Джонатан Коен   | … | Аксель                    |
| • Набіха Аккарі   | … | Рая                       |
| • Грета Скаккі    | … | Елісон                    |
| • Бакарі Сангаре  | … | директор дитячого будинку |
| • Клер Тран       | … | Лідія                     |
| • Еллі Медейрос   | … | Еве, мати Лени            |
| • Зоє Брюно       | … | соціальний працівник      |

## Знімальна група
- Автори сценарію — Мод Амлін, Мікаель Ерс
- Режисер-постановник — Мікаель Ерс
- Продюсери — П'єр Гайярд
- Асоційовані продюсери — Філіпп Боеффард, Христоф Россіньйон
- Співпродюсери — Ремі Бура, Олів'є Пере
- Оператор — Себастьєн Бухманн
- Композитор — Антон Санко
- Монтаж — Маріон Монньє
- Художник-постановник — Шарлотта де Кадевіль
- Художник-костюмер — Каролін Спіт
- Звук — Димитрій Гале
- Підбір акторів — Маріон Туіту

## Нагороди та номінації
| Список нагород та номінацій                 | Список нагород та номінацій | Список нагород та номінацій       | Список нагород та номінацій | Список нагород та номінацій | Список нагород та номінацій |
| Кінофестиваль/Кінопремія                    | Рік                         | Категорія                         | Номінант(и)                 | Результат                   | Дж                          |
| ------------------------------------------- | --------------------------- | --------------------------------- | --------------------------- | --------------------------- | --------------------------- |
| 75-й Венеційський міжнародний кінофестиваль | 2018                        | Нагорода Венеційські горизонти    | Аманда                      | Номінація                   |                             |
| 75-й Венеційський міжнародний кінофестиваль | 2018                        | Нагорода Чарівний ліхтар          | Аманда                      | Перемога                    |                             |
| Токійський міжнародний кінофестиваль        | 2018                        | Гран-прі Токіо за найкращий фільм | Аманда                      | Перемога                    |                             |
| Токійський міжнародний кінофестиваль        | 2018                        | Приз за найкращий сценарій        | Мод Амлін, Мікаель Ерс      | Перемога                    |                             |
| Премія «Люм'єр»                             | 04.02.2019                  | Найкращий фільм                   | Аманда                      | Номінація                   | [ 5 ]                       |
| Премія «Люм'єр»                             | 04.02.2019                  | Найкращий актор                   | Венсан Лакост               | Номінація                   | [ 5 ]                       |
| Премія «Сезар»                              | 22.02.2019                  | Найкращий актор                   | Венсан Лакост               | Номінація                   | [ 6 ]                       |
| Премія «Сезар»                              | 22.02.2019                  | Найкраща музика до фільму         | Антон Санко                 | Номінація                   | [ 6 ]                       |